# Bil & Truck
Bil & Truck, var ett försäljnings- och verkstadsföretag för (initialt-) personbilar, båtmotorer och traktorer.
Aktiebolaget Bil & Truck grundades 1929 i Göteborg av Einar Hellsén, som också blev verkställande direktör 1930 då firman ombildades till aktiebolag. Man förlade först sin verksamhet till fastigheten Nils Ericsonsgatan 12. Initialt omfattades försäljning av Volvo bilar och Penta båtmotorer. Bolaget hade även ett komplett lager av reservdelar för Chevrolet samt många andra bilmärken. År 1939 uppfördes en modern fastighet vid Odinsplatsen 9, med kontor, utställningslokaler och lager samt verkstäder på en yta av 10 000 kvadratmeter. Där fanns även ett garage som rymde cirka 350 bilar. Vid Stadsskrivaregatan ute vid Marieholm - i en lokal om cirka 1 200 kvadratmeter fanns företagets leveransavdelning inrymd och därifrån levererades alla sålda bilar, bussar och traktorer.  
Företaget sysselsatte år 1939 cirka 150 personer och 1948 fler än 300 personer. Vid Friggagatan 22 hade Bil & Truck även en verkstad för service och reparationer av enbart lastbilar och bussar. 
På 1940-talet öppnades en filial i Kungsbacka, vid genomfartsvägen mot Varberg. Lokalen var på 1 500 kvadratmeter. En Shell-bensinstation var på framsidan knuten till anläggningen. 